# Rosa Codina Codina
Rosa Codina Codina   (Ordal, 1987) és una dibuixant de còmic catalana autora de Rompepistas (2019), basat en la novel·la homònima de Kiko Amat. La seva obra també ha aparegut en fanzines, cartells i setmanaris com ara La Directa.
El 2021 fou triplement nominada als premis del Saló Internacional del Còmic de Barcelona, amb dues nominacions a la categoria al millor fanzine i una a l'autora revelació. Les dues obres nominades al millor fanzine foren Grano de pus (2020), juntament amb Aroha Travé; i Cómo hacer un comic sin tener ni puta idea (2020), amb Javier Marquina de guionista. Per altra banda, amb el còmic Rompepistas va competir a la categoria a l'autora revelació.
Posteriorment, Cómo hacer un comic sin tener ni puta idea fou també nominat al Premios del Cómic Aragonés.

## Obra
- 2019 - Rompepistas (Edicions La Cúplula)
- 2020 - Grano de pus
- 2020 - Cómo hacer un comic sin tener ni puta idea

## Premis i reconeixements
- 2021 - Nominació al premi a l'autora revelació de la 39a edició de Comic Barcelona.
- 2021 - Nominació al Premi al millor fanzine de la 39a edició de Comic Barcelona per Cómo hacer un cómic sin tener ni puta idea, juntament amb Javier Marquina.
- 2021 - Nominació al Premi al millor fanzine de la 39a edició de Comic Barcelona per Grano de pus, juntament amb Aroha Travé.